# Psectrocladius marinus
Psectrocladius marinus är en tvåvingeart som beskrevs av Jean-Jacques Kieffer 1924. Psectrocladius marinus ingår i släktet Psectrocladius och familjen fjädermyggor.
Artens utbredningsområde är Tyskland. Inga underarter finns listade i Catalogue of Life.